# BC Avtodor Saratov
O BC Avtodor Saratov é uma agremiação profissional de basquetebol situada na cidade de Saratov, Oblast de Saratov, Rússia que disputa atualmente a VTB United League e a Liga dos Campeões.

## Prêmios

### Competições Domésticas
- Primeira Divisão Russa
  - Finalista (4): 1994, 1997, 1998, 1999
  - Campeões da Temporada Regular (2): 1997, 1998
- Segunda Divisão Russa
  - Campeões (2): 2009, 2014